# Charles Clifford

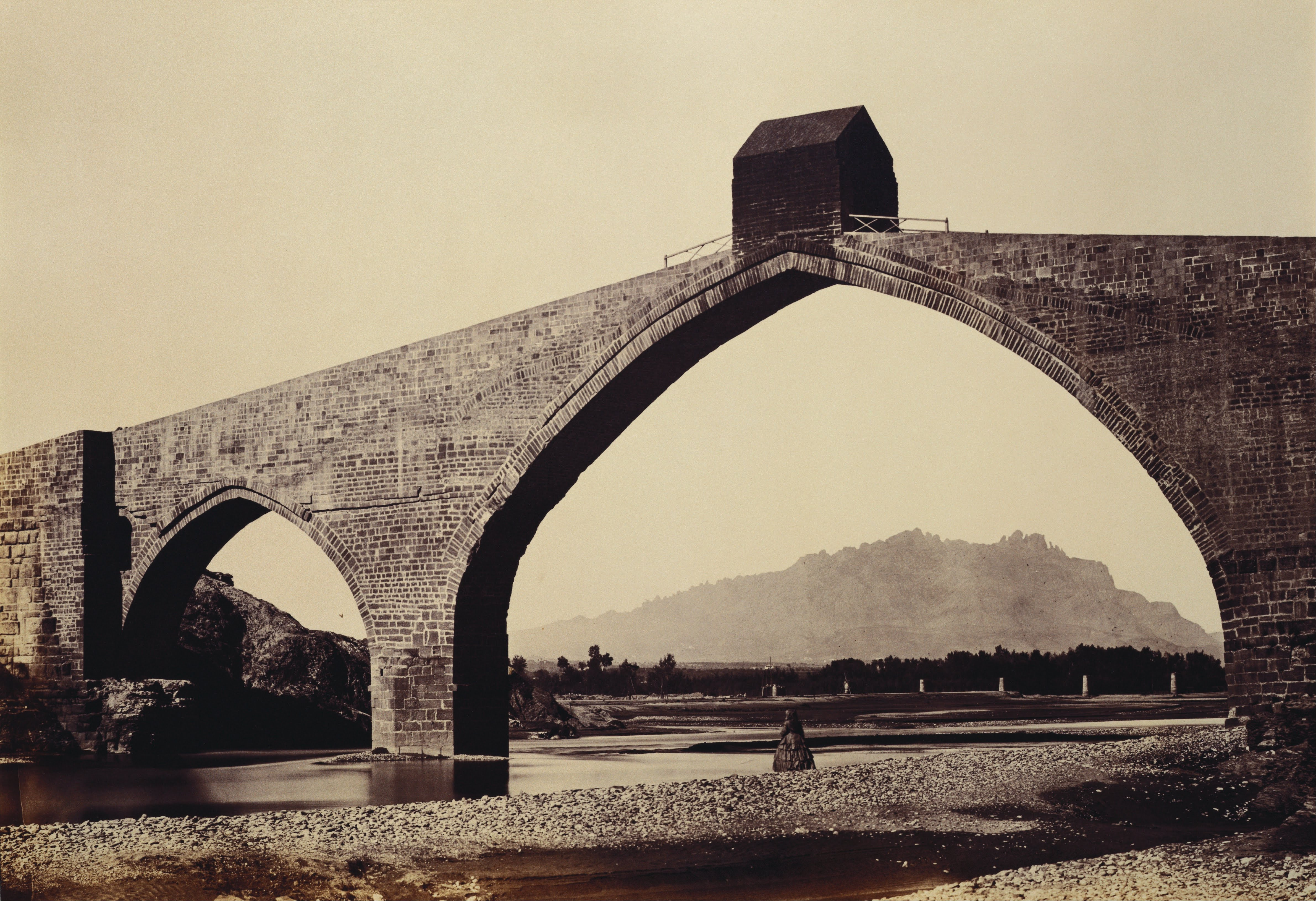
Pont del Diable de Martorell fotografiat per Clifford el 1860-1861

Charles Clifford (Gal·les, c. 1820 - Madrid, 1 de gener de 1863) va ser un fotògraf britànic que va desenvolupar la seva carrera professional a Espanya.
Va ser un dels pioners de la fotografia espanyola i, juntament amb Jean Laurent, un dels més destacats. Les primeres notícies de la seva activitat a Espanya es remunten a 1850, i des de llavors va realitzar àlbums fotogràfics de gairebé totes les seves terres, ciutats i monuments l'interès no es va limitar al merament documental, sinó que va transcendir per l'extraordinària composició i qualitat tècnica.
En els seus inicis va utilitzar la tècnica del daguerreotip, però ja el 1852 va començar a utilitzar el calotip. El 1856 va començar a fotografiar el col·lodió humit. En aquesta última tècnica va destacar la seva sèrie de preses de 1857 i 1858 de l'obra del Canal d'Isabel II de Madrid i l'àlbum de 1862 del viatge oficial d'Isabel II per Andalusia, considerada la seva obra mestra.
El 1860, tot seguint la visita oficial d'Isabel II, feu fotografies memorables als Països Catalans; entre d'altres, el palmerar d'Elx, la primera panoràmica de Lleida i una panoràmica impressionant de Barcelona.